# Gat de peus negres
El gat de peus negres (Felis nigripes) és el més petit dels fèlids africans i endèmic de les zones àrides del sud-est d'Àfrica meridional.

## Descripció
El gat de peus negres és un dels felins més petits que existeixen. Els mascles tenen un pes mitjà d'1,9 quilograms, amb una longitud total del cos que varia entre 36 i 63 centímetres. La cua té una mida mitjana de 15 centímetres i l'alçada a les espatlles és d'uns 25 centímetres.
Només els coixinets i les parts inferiors de les potes són negres (d'aquí el seu nom). El color del seu pelatge varia del canyella al lleonat, i té taques de color marró fosc, que s'uneixen per formar anells a les potes, al coll i la cua. La pell, a diferència de la d'altres felins, no té el pigment rosa característic. La part posterior de les seves orelles arrodonides, és del mateix color de fons del pelatge, i els seus ulls són força grans.

## Distribució i hàbitat
El gat de peus negres viu a Sud-àfrica, Namíbia, Botswana, i marginalment a Zimbàbue i a l'extrem sud d'Angola. Viu en ambients secs, en sabanes obertes, matollars i semideserts, com el de Karoo, amb matolls i arbres, en alçades de fins a 200 metres, però no viu a les zones més seques i sorrenques de Namíbia i del desert de Kalahari.
En general, prefereix els ambients semiàrids amb algun grau de cobertura vegetal.

## Comportament

Gat de peus negres adult en repòs

El gat de peus negres és un animal solitari, estrictament nocturn, i difícil de veure. Durant el dia s'amaga als caus de rata llebre sud-africana, sota lloses de pedra i matolls, o dins de termiters buits.
A diferència de la majoria de fèlids, el gat de peus negres és un pobre escalador, que generalment ignora les branques dels arbres. En canvi, caven vigorosament a la sorra per ampliar o modificar els caus on es refugien.
Es tracta d'un animal extremadament insociable que cerca refugi a la més mínima pertorbació del seu entorn. No obstant això, quan se sent acorralat es defensa amb ferocitat. A causa d'aquest hàbit i al seu coratge, en algunes zones del Karoo sud-africà, se l'anomena sovint miershooptier (en català tigre formiguer), malgrat que rarament fa servir termiters per cercar refugi i criar els seus cadells. Una llegenda San diu que el gat de peus negres, pot matar una girafa perforant-li la jugular. Aquesta exageració té com a finalitat emfatitzar la valentia i tenacitat de l'animal.
Durant un any, una femella pot cobrir un territori d'uns 10 km², mentre que el d'un mascle és de 22 km². Això representa que el territori d'un mascle es pot solapar amb el d'entre 1 i 4 femelles. De mitjana, l'animal viatja uns 8 quilòmetres per nit mentre cerca aliment.
Aquests felins fan servir marques aromàtiques per identificar el seu territori. Els mascles poden arribar a ruixar orina fins a 12 vegades per hora. Altres formes de marcar el territori són: fregar-se amb objectes per deixar pèls, deixar marques amb les urpes, o dipositar excrements en llocs visibles. Els miols d'aquesta espècie tenen un to més elevat que el d'altres felins, presumiblement perquè recorrin distàncies més llargues. No obstant això, quan estan prop uns dels altres, fan servir roncs més tranquils, o xiulen i grunyen si se senten amenaçats.
Els gats de peus negres cacen principalment assetjant les preses, en lloc d'emboscar-los, fent servir la foscor i tota la cobertura vegetal disponible, per apropar-se a les preses abans de l'atac final. S'ha observat que de vegades cacen movent-se ràpidament des d'un amagatall, i que en altres ocasions s'apropen lentament a través de les mates de vegetació. Amb menys freqüència, esperen fora dels caus dels rosegadors, sovint amb els ulls tancats, però mantenint-se alerta davant el menor soroll. Igual que els grans felins, però a diferència de la majoria d'altres espècies petites, s'ha observat que el gat de peus negres amaga algunes de les seves preses capturades per alimentar-se posteriorment, en lloc de consumir-les immediatament.

## Dieta
A causa de la seva mida, el gat de peus negres caça principalment espècies petites com rosegadors o petits ocells, encara que també pot captura sisons negres d'ales clares o llebres del Cap, aquesta última més pesant que ell mateix. Els insectes i aranyes, representen menys de l'1% de la massa de les preses consumides. Solen ser molt actius caçant, poden arribar a capturar fins a 14 preses en una nit. Les seves necessitats energètiques són molt elevades, ja que consumeix uns 250 grams per nit, el qual representa una sisena part del seu pes corporal.
Com el gat de la sorra, el gat de peus negres no necessita beure aigua, donat que n'obté suficient del que menja, encara que en beu quan en troba de disponible.

## Reproducció

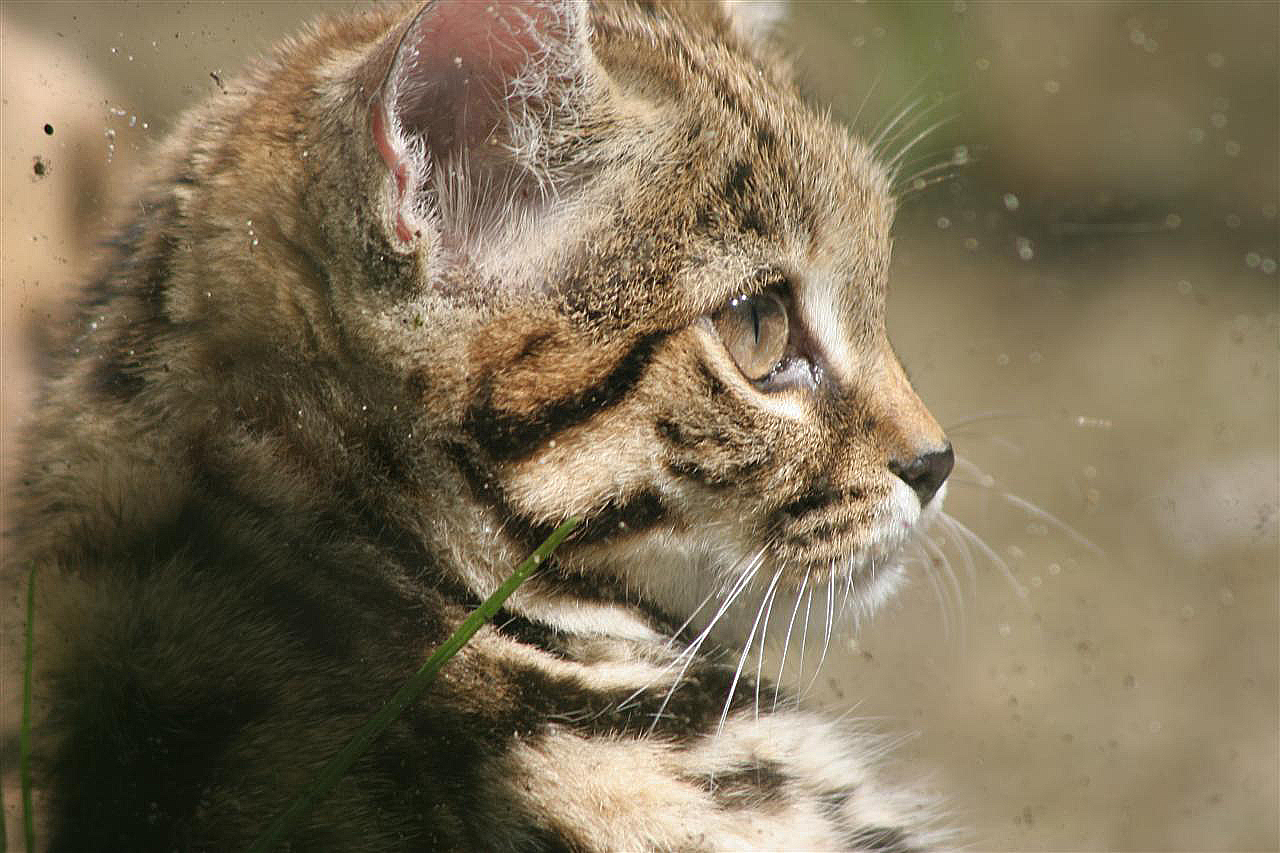
Gat de peus negres al parc zoològic de Wuppertal

Les femelles entren en zel només un o dos dies per cicle, fent necessari que els mascles les trobin ràpidament dins del seu entorn semidesèrtic. A més, la femella només és receptiva per aparellar-se durant unes poques hores, durant les quals la còpula té lloc repetidament. El període de gestació d'aquesta espècie té una durada que varia entre 63 i 68 dies. Una femella pot tenir fins a dues ventrades durant la primavera, l'estiu o la tardor de l'hemisferi sud.
Una ventrada està formada generalment per dos cadells, però pot variar entre una i tres cries. Els gatets pesen entre 60 i 84 grams en el moment de néixer. Com altres felins, els cadells neixen cecs i relativament indefensos, malgrat que són capaços de gatejar a les poques hores. A les dues setmanes ja poden caminar, i comencen a prendre aliment sòlid després del primer mes. Als dos mesos són completament deslletats.
La mare cria als cadells en un cau, canviant-los de lloc regularment després de la primera setmana. En general, els gatets es desenvolupen més ràpidament que altres gats de mida similar, i s'adapten ràpidament a un ambient relativament hostil.
Als cinc mesos els gatets esdevenen independents, encara que es mantenen dins del territori de la mare. Les femelles assoleixen la maduresa sexual entre el vuitè i dotzè mes.
L'esperança de vida d'aquesta espècie, en captivitat, és d'uns 10 anys.

## Conservació
Donat que és un dels carnívors africans menys estudiats, fou catalogat com Vulnerable per la Unió Internacional per a la Conservació de la Natura (UICN) el 2002.

## Subespècies
Existeixen dues subespècies reconegudes d'aquest felí:
- Felis nigripes nigripes, a la part nord del sud d'Àfrica (Botswana, Namíbia i Sud-àfrica)
- Felis nigripes thomasi, al nord-oest de Sud-àfrica

F.n. nigripes és més petita i de color més pàl·lid que la F.n. thomasi. Prop de Kimberley, al centre de Sud-àfrica, on les distincions es dilueixen, existeixen espècimens que comparteixen característiques de les dues subespècies.